# Acontia ochreola
Acontia ochreola är en fjärilsart som beskrevs av W. Warren 1913. Acontia ochreola ingår i släktet Acontia och familjen nattflyn. Inga underarter finns listade i Catalogue of Life.